# Caddo County
Das Caddo County ist ein County im US-Bundesstaat Oklahoma. Das U.S. Census Bureau hat bei der Volkszählung 2020 eine Einwohnerzahl von 26.945 ermittelt. Der Verwaltungssitz (County Seat) ist Anadarko, das nach einem Indianerstamm benannt wurde.

## Geographie
Das County liegt im mittleren Westen von Oklahoma und hat eine Fläche von 3.342 Quadratkilometern, wovon 31 Quadratkilometer Wasserfläche sind. Es grenzt an folgende Countys:
| Custer County  | Blaine County   | Canadian County |
| Washita County |                 | Grady County    |
| Kiowa County   | Comanche County |                 |

## Geschichte
Das Caddo County wurde 1901 als Original-County aus freiem Territorium gebildet. Benannt wurde es nach Caddo, einer Konföderation indianischer Völker. Das indianische Wort Caddo bedeutet so viel wie Chef oder Häuptling. Besiedelt wurde das County durch weiße Siedler nach einer offiziellen Land-Lotterie vom 1. bis 6. August 1901, nachdem diese durch US-Innenminister Ethan Allen Hitchcock am 24. Juni 1901 proklamiert worden war. Die erste Poststation in dieser Gegend wurde 1873 eröffnet.
Bis zum 5. März 1861 war Fort Cobb ein Posten der Unionstruppen. Nach deren Abzug besetzten die Konföderierten den Posten und erbauten ein Jahr später Camp McIntosh in der Nähe des Washita River, zwischen Anadarko und Verden.

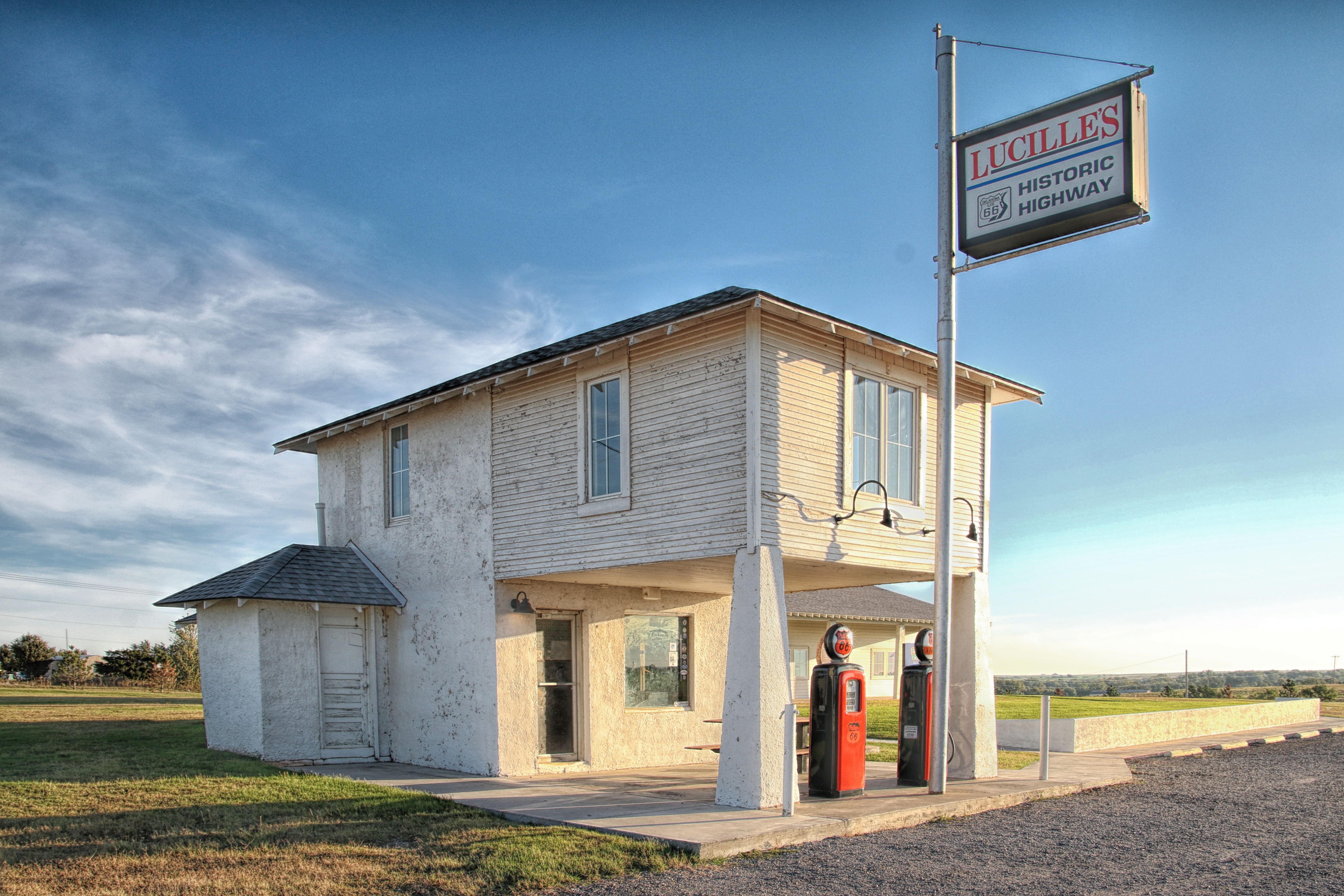
Die Provine Service Station (2016) ist einer von elf Einträgen des Countys im NRHP.

Elf Bauwerke und Stätten des Countys sind im National Register of Historic Places (NRHP) eingetragen (Stand 21. Mai 2018).

## Demografische Daten

Alterspyramide des Caddo County

Nach der Volkszählung im Jahr 2000 lebten im Caddo County 30.150 Menschen. Davon wohnten 1.421 Personen in Sammelunterkünften, die anderen Einwohner lebten in 10.957 Haushalten und 7.965 Familien. Die Bevölkerungsdichte betrug 9 Einwohner pro Quadratkilometer. Ethnisch betrachtet setzte sich die Bevölkerung zusammen aus 65,55 Prozent Weißen, 2,92 Prozent Afroamerikanern, 24,28 Prozent amerikanischen Ureinwohnern, 0,17 Prozent Asiaten, 0,02 Prozent Bewohnern aus dem pazifischen Inselraum und 2,70 Prozent aus anderen ethnischen Gruppen; 4,36 Prozent stammten von zwei oder mehr Ethnien ab. 6,28 Prozent der Bevölkerung waren spanischer oder lateinamerikanischer Abstammung, die verschiedenen der genannten Gruppen angehörten.
Von den 10.957 Haushalten hatten 33,3 Prozent Kinder unter 18 Jahre, die im Haushalt lebten. 55,2 Prozent waren verheiratete, zusammenlebende Paare, 13,0 Prozent waren allein erziehende Mütter. 27,3 Prozent waren keine Familien, 24,8 Prozent waren Singlehaushalte und in 12,5 Prozent der Haushalte lebten Menschen im Alter von 65 Jahren oder darüber. Die durchschnittliche Haushaltsgröße lag bei 2,62 und die durchschnittliche Familiengröße bei 3,13 Personen.
28,5 Prozent der Bevölkerung waren unter 18 Jahre alt, 8,5 Prozent zwischen 18 und 24, 26,0 Prozent zwischen 25 und 44, 22,1 Prozent zwischen 45 und 64 und 14,9 Prozent waren 65 Jahre oder älter. Das Durchschnittsalter betrug 36 Jahre. Auf 100 weibliche kamen statistisch 98,6 männliche Personen. Auf 100 Frauen im Alter von 18 Jahren oder darüber kamen 96,0 Männer.

Das jährliche Durchschnittseinkommen eines Haushalts betrug 27.347 USD und das durchschnittliche Einkommen einer Familie betrug 32.118 USD. Männer hatten ein durchschnittliches Einkommen von 26.373 USD gegenüber den Frauen mit 18.658 USD. Das Prokopfeinkommen betrug 13.298 USD. 16,7 Prozent der Familien und 21,7 Prozent der Bevölkerung lebten unterhalb der Armutsgrenze.

## Städte und Gemeinden
Citys
- Anadarko
- Bridgeport

Towns
| - Apache - Binger - Carnegie - Cement | - Cyril - Eakly - Fort Cobb - Gracemont | - Hinton - Hydro1 - Lookeba |

Unincorporated Communitys
- Cogar
- Pine Ridge
- Scott2
- Spring Creek

1 – teilweise im Blaine County

2 – teilweise im Canadian County